# Китапфест
Китапфест (Kitapfest) — казахстанский республиканский литературный и книжный фестиваль, посвящённый продвижению культуры чтения, проводится с целью повышения общественно-значимого статуса книги и привлечения к чтению различных категорий жителей, приданию Алма-Аты статуса читающего города, увеличению книгообмена (Буккроссинг). На фестиваль приезжают гости из России, Кыргызстана, Узбекистана, Таджикистана, а также стран дальнего зарубежья.
Именно на фестивале произошел впервые массовый буккроссинг.Так в 2014 году рамках буккроссинга прошли более 30 000 книг.
Также на фестивале проходят литературные конкурсы, мастер классы, презентации новых книг и встречи писателей с читателями.

## История
Идея фестиваля появилась ещё в 90-е годы. Сначала это были стихийные выставки в Алматы, и в других регионах. Пока фестиваль не получил постоянную прописку в городе Алма-Ата.